# Список медалістів зимових Олімпійських ігор 1992
XVI Зимові Олімпійські ігри у 1992 році проходили у французькому місті Альбервіль. Всього в змаганнях взяли участь 1801 спортсмен з 64 країн світу. Було розіграно 57 комплектів нагород у 12 дисциплінах 7 видів спорту.

## Біатлон
| Дисципліна                    | Золото                                                              | Срібло                                                                                       | Бронза                                                                    |
| Чоловіки: індивідуальна гонка | Євген Редькін · Об'єднана команда                                   | Марк Кірхнер · Німеччина                                                                     | Мікаель Лефгрен · Швеція                                                  |
| Чоловіки: спринт              | Марк Кірхнер · Німеччина                                            | Рікко Грос · Німеччина                                                                       | Гаррі Елоранта · Фінляндія                                                |
| Чоловіки: естафета 4 × 7,5 км | Німеччина: - Рікко Грос - Єнс Штайніген - Марк Кірхнер - Фріц Фішер | Об'єднана команда: - Валерій Медведцев - Олександр Попов - Валерій Кирієнко - Сергій Чепіков | Швеція: - Ульф Юганссон - Лейф Андерссон - Торд Вікстен - Мікаель Лефгрен |
| Жінки: індивідуальна гонка    | Антьє Гарві · Німеччина                                             | Світлана Печерська · Об'єднана команда                                                       | Міріам Бедар · Канада                                                     |
| Жінки: спринт                 | Анфіса Рєзцова · Об'єднана команда                                  | Антьє Гарві · Німеччина                                                                      | Олена Бєлова · Об'єднана команда                                          |
| Жінки: естафета 3 × 7,5 км    | Франція: - Корінн Ніогре - Веронік Клодель - Анн Бріян              | Німеччина: - Уші Дізль - Антьє Гарві - Петра Беле                                            | Об'єднана команда: - Олена Бєлова - Анфіса Рєзцова - Олена Мельникова     |

## Бобслей
| Дисципліна         | Золото                                                                      | Срібло                                                                     | Бронза                                                                         |
| Чоловіки: двійки   | Швейцарія: - Густав Ведер - Донат Аклін                                     | Німеччина: - Рудольф Лохнер - Маркус Ціммерман                             | Німеччина: - Крістоф Ланген - Гюнтер Егер                                      |
| Чоловіки: четвірки | Австрія: - Інго Аппельт - Гаральд Вінклер - Гергард Гайдахер - Томас Шролль | Німеччина: - Вольфганг Гоппе - Богдан Музіоль - Аксель Кюн - Рене Ганнеман | Швейцарія: - Густав Ведер - Донат Аклін - Лоренц Шіндельгольц - Курдін Морелль |

## Гірськолижний спорт
| Дисципліна                   | Золото                        | Срібло                                    | Бронза                          |
| Чоловіки: швидкісний спуск   | Патрік Ортліб · Австрія       | Франк Піккар · Франція                    | Гюнтер Мадер · Австрія          |
| Чоловіки: супергігант        | Четиль Андре Омодт · Норвегія | Марк Жирарделлі · Люксембург              | Ян Ейнар Торсен · Норвегія      |
| Чоловіки: гігантський слалом | Альберто Томба · Італія       | Марк Жирарделлі · Люксембург              | Четиль Андре Омодт · Норвегія   |
| Чоловіки: слалом             | Фінн Крістіан Ягге · Норвегія | Альберто Томба · Італія                   | Міхаель Трічер · Австрія        |
| Чоловіки: комбінація         | Йозеф Поліг · Італія          | Джанфранко Мартін · Італія                | Стів Лошер · Швейцарія          |
| Жінки: швидкісний спуск      | Керрін Лі-Гартнер · Канада    | Гіларі Лінд · США                         | Вероніка Валлінгер · Австрія    |
| Жінки: супергігант           | Дебора Компаньоні · Італія    | Кароль Мерль · Франція                    | Катя Зайцінгер · Німеччина      |
| Жінки: гігантський слалом    | Пернілла Віберг · Швеція      | Даянн Рофф · США · Аніта Вахтер · Австрія | не вручали                      |
| Жінки: слалом                | Петра Кронбергер · Австрія    | Аннеліз Кобергер · Нова Зеландія          | Бланка Фернандес-Очоа · Іспанія |
| Жінки: комбінація            | Петра Кронбергер · Австрія    | Аніта Вахтер · Австрія                    | Флоранс Маснада · Франція       |

## Ковзанярський спорт
| Дисципліна             | Золото                       | Срібло                       | Бронза                                |
| Чоловіки: 500 метрів   | Уве-Єнс Май · Німеччина      | Тосіюкі Куроїва · Японія     | Дзюн'їті Іноуе · Японія               |
| Чоловіки: 1000 м       | Олаф Цінке · Німеччина       | Кім Юн Ман · Південна Корея  | Юкінорі Міябе · Японія                |
| Чоловіки: 1500 метрів  | Юган-Улаф Косс · Норвегія    | Одне Сендрол · Норвегія      | Лео Фіссер · Нідерланди               |
| Чоловіки: 5000 метрів  | Гейр Карлстад · Норвегія     | Фалько Зандстра · Нідерланди | Лео Фіссер · Нідерланди               |
| Чоловіки: 10000 метрів | Барт Фельдкампа · Нідерланди | Юган Улаф Косс · Норвегія    | Гейр Карлстад · Норвегія              |
| Жінки: 500 метрів      | Бонні Блер · США             | Е Цяобо · Китай              | Кріста Лудінг-Ротенбургер · Німеччина |
| Жінки 1000 метрів      | Бонні Блер · США             | Е Цяобо · Китай              | Моніка Гарбрехт · Німеччина           |
| Жінки: 1500 метрів     | Жаклін Бернер · Німеччина    | Гунда Німанн · Німеччина     | Сейко Хасімото · Японія               |
| Жінки: 3000 метрів     | Гунда Німанн · Німеччина     | Гайке Варніке · Німеччина    | Емеше Гуньяді · Австрія               |
| Жінки: 5000 метрів     | Гунда Німанн · Німеччина     | Гайке Варніке · Німеччина    | Клаудія Пехштайн · Німеччина          |

## Лижне двоборство
| Дисципліна                    | Золото                                                  | Срібло                                                                  | Бронза                                                       |
| Чоловіки: індивідуальна гонка | Фабріс Гі · Франція                                     | Сільвен Гійом · Франція                                                 | Клаус Зульценбахер · Австрія                                 |
| Чоловіки: ефстафета           | Японія: - Реїчі Міката - Таканорі Коно - Кендзі Огівара | Норвегія: - Кнут Торі Апеланд - Фред Берре Лундберг - Тронд-Ейнар Елден | Австрія: - Клаус Офнер - Штефан Крайнер - Клаус Зульценбахер |

## Лижні гонки
| Дисципліна                   | Золото                                                                                | Срібло                                                                                | Бронза                                                                              |
| Чоловіки: гонка на 30 км     | Вегард Ульванг · Норвегія                                                             | Б'єрн Делі · Норвегія                                                                 | Тер'є Ланглі · Норвегія                                                             |
| Чоловіки: гонка на 10 км     | Вегард Ульванг · Норвегія                                                             | Марко Альбарелло · Італія                                                             | Крістер Майбек · Швеція                                                             |
| Чоловіки: гонка на 15 км     | Б'єрн Делі · Норвегія                                                                 | Вегард Ульванг · Норвегія                                                             | Джорджо Ванцетта · Італія                                                           |
| Чоловіки: естафета 4 × 10 км | Норвегія: - Тер'є Ланглі - Вегард Ульванг - Крістен Шельдаль - Б'єрн Делі             | Італія: - Джузеппе Пуліє - Марко Альбарелло - Джорджо Ванцетта - Сільвіо Фаунер       | Фінляндія: - Міка Куусісто - Гаррі Кірвесніємі - Ярі Рясянен - Ярі Ісомется         |
| Чоловіки: на 50 км           | Б'єрн Делі · Норвегія                                                                 | Мауріліо Де Зольт · Італія                                                            | Джорджо Ванцетта · Італія                                                           |
| Жінки: гонка на 15 км        | Любов Єгорова · Об'єднана команда                                                     | Мар'ют Луккарінен · Фінляндія                                                         | Олена Вяльбе · Об'єднана команда                                                    |
| Жінки: гонка на 5 км         | Мар'ют Луккарінен · Фінляндія                                                         | Любов Єгорова · Об'єднана команда                                                     | Олена Вяльбе · Об'єднана команда                                                    |
| Жінки: гонка на 15 км        | Любов Єгорова · Об'єднана команда                                                     | Стефанія Бельмондо · Італія                                                           | Олена Вяльбе · Об'єднана команда                                                    |
| Жінки: естафета 4 × 5 км     | Об'єднана команда: - Олена Вяльбе - Раїса Сметаніна - Лариса Лазутіна - Любов Єгорова | Норвегія: - Сульвай Педерсен - Інгер Гелене Нюбротен - Труде Дюбендаль - Елін Нільсен | Італія: - Біче Ванцетта - Мануела Ді Чента - Габріелла Паруцці - Стефанія Бельмондо |
| Жінки: гонка на 30 км        | Стефанія Бельмондо · Італія                                                           | Любов Єгорова · Об'єднана команда                                                     | Олена Вяльбе · Об'єднана команда                                                    |

## Стрибки з трампліна
| Дисципліна                    | Золото                                                                           | Срібло                                                                       | Бронза                                                                     |
| Чоловіки: нормальний трамплін | Ернст Ветторі · Австрія                                                          | Мартін Гелльварт · Австрія                                                   | Тоні Ніємінен · Фінляндія                                                  |
| Чоловіки: великий трамплін    | Тоні Ніємінен · Фінляндія                                                        | Мартін Гелльварт · Австрія                                                   | Гайнц Куттін · Австрія                                                     |
| Чоловіки: командна першість   | Фінляндія: - Рісто Лаакконен - Міка Лайтінен - Арі-Пекка Ніккола - Тоні Ніємінен | Австрія: - Ернст Ветторі - Гайнц Куттін - Андреас Фельдер - Мартін Гелльварт | Чехословаччина: - Томас Годер - Франтішек Єз - Юрій Парма - Ярослав Сакала |

## Санний спорт
| Дисципліна        | Золото                                  | Срібло                                    | Бронза                                  |
| Чоловіки: одинаки | Георг Гакль · Німеччина                 | Маркус Прок · Австрія                     | Маркус Шмідт · Австрія                  |
| Чоловіки: двійки  | Німеччина: - Штефан Краусе - Ян Берендт | Німеччина: - Івес Манкель - Томас Рудольф | Італія: - Гансйорг Рафл - Норберт Хубер |
| Жінки: одинаки    | Доріс Нойнер · Австрія                  | Ангеліка Нойнер · Австрія                 | Зузі Ердман · Німеччина                 |

## Фігурне катання
| Дисципліна                 | Золото                                                    | Срібло                                          | Бронза                                            |
| Чоловіки: одиночне катання | Віктор Петренко · Об'єднана команда                       | Пол Вайлі · США                                 | Петр Барна · Чехословаччина                       |
| Жінки: одиночне катання    | Крісті Ямагучі · США                                      | Мідорі Іто · Японія                             | Ненсі Керріган · США                              |
| Парне катання              | Об'єднана команда: - Наталія Мішкутьонок - Артур Дмитрієв | Об'єднана команда: - Олена Бечке - Денис Петров | Канада: - Ізабель Брассер - Ллойд Айслер          |
| Танці на льоду             | Об'єднана команда: - Марина Климова - Сергій Пономаренко  | Франція: - Ізабель Дюшенна - Поль Дюшенна       | Об'єднана команда: - Майя Усова - Олександр Жулін |

## Фристайл
| Дисципліна      | Золото                    | Срібло                                    | Бронза                         |
| Чоловіки: могул | Едгар Гроспірон · Франція | Олів'є Аллама · Франція                   | Нельсон Кармішель · США        |
| Жінки: могул    | Донна Вейнбрехт · США     | Єлизавета Кожевникова · Об'єднана команда | Стіне Ліз Гаттестад · Норвегія |

## Хокей
| Дисципліна | Золото | Срібло | Бронза |
| чоловіки   | Об'єднана команда: - Михайло Шталенков - Андрій Трефілов - Микола Хабібулін - Даріус Каспарайтіс - Дмитро Миронов - Ігор Кравчук - Сергій Баутін - Дмитро Юшкевич - Олексій Житник - Володимир Малахов - Сергій Зубов - Андрій Хомутов - В'ячеслав Биков - Юрій Хмильов - Андрій Коваленко - В'ячеслав Буцаєв - Євген Давидов - Олексій Ковальов - Олексій Жамнов - Сергій Петренко - Микола Борщевський - Ігор Болдін - Віталій Прохоров | Канада: - Шон Бурк - Тревор Кідд - Бред Шлегель - Джейсон Вуллі - Ден Ратушний - Браєн Татт - Адріан Плавсіч - Кевін Дав - Сем Сен-Лоран - Гордон Гайнс - Курт Жиль - Ренді Сміт - Жое Жуно - Кріс Ліндберг - Кент Мандервілль - Дейв Тіппетт - Дейв Геннен - Тодд Брост - Ерік Ліндрос - Воллі Шрайбер - Девід Арчибальд - Фабіан Джозеф - Патрік Лебо | Чехословаччина: - Петр Бржиза - Яромир Драган - Олдржих Свобода - Драгомир Кадлець - Лео Гудас - Їржі Шлегр - Мілослав Горжава - Роберт Швегла - Франтішек Прохазка - Бедржих Щербан - Ріхард Шмеглік - Томаш Єлінек - Отакар Янецький - Ладіслав Лубіна - Петр Росол - Роберт Ланг - Каміл Каштяк - Патрік Аугуста - Петер Веселовський - Ігор Ліба - Радек Тоупал - Петр Грбек - Ріхард Жемлічка |

## Шорт-трек
| Дисципліна                     | Золото                                                              | Срібло                                                                                | Бронза                                                                                            |
| Чоловіки: 1000 м               | Кім Кі Хун · Південна Корея                                         | Фредерік Блекбурн · Канада                                                            | Лі Джун Хо · Південна Корея                                                                       |
| Чоловіки: естафета 5000 метрів | Південна Корея: - Кім Кі Хун - Лі Чжун Хо - Мо Джі Су - Сон Дже Гин | Канада: - Фредерік Блекбурн - Сільвен Ганьон - Лоран Даньо - Мішель Даньо - Марк Лакі | Японія: - Юхі Акасава - Тацуйосі Ісіхара - Тосінобу Каваї - Цутому Кавасакі                       |
| Жінки: 500 метрів              | Кеті Тернер · США                                                   | Лі Ян · Китай                                                                         | Хван Ок Сіл · КНДР                                                                                |
| Жінки: естафета 3000 метрів    | Канада: - Сільві Дегль - Анжела Кютрон - Наталі Ламбер - Анні Перро | США: - Дарсі Донела - Ніккі Зігельмаєр - Емі Петерсон - Кеті Тернер                   | Об'єднана команда: - Юлія Алагулова - Юлія Власова - Наталія Ісакова - Вікторія Троїцька-Тараніна |